# Хосе Луїс Сапатеро
Хосе́ Луї́с Родрі́гес Сапате́ро (ісп. José Luis Rodríguez Zapatero; нар. 4 серпня 1960, Вальядолід, Кастилія і Леон, Іспанія) — іспанський політик, голова уряду Іспанії 2004-2011 років.

## Біографія
Народився 4 серпня 1960 року в місті Вальядоліді (Кастилія і Леон). Під впливом батьків, переконаних соціалістів, він рано захопився лівоцентристськими ідеями і вже 1976 року вступив до Іспанської соціалістичної робітничої партії (ІСРП).
1982 року закінчив юридичний факультет Леонського університету, у якому працював викладачем до 1986 року. З 1986 року він почав вести активне політичне життя. Був вибраний до Конгресу депутатів від провінції Леон, ставши фактично наймолодшим депутатом скликання. Згодом він ще чотири рази підряд переобирався до Конгресу. З 1988 до 2000 року Сапатеро очолював регіональну організацію соціалістів у Леоні, а в липні 2000 року на XXXV з'їзді ІСРП був обраний генеральним секретарем партії.
Очолив уряд після перемоги на парламентських виборах очолюваної ним Іспанської соціалістичної робітничої партії (ІСРП). У зв'язку з підтримкою американських військових сил в Іраку, а також після терактів 11 березня 2004 року, панівна Народна партія частково втратила авторитет у суспільстві, і 14 березня 2004 року ІСРП під керівництвом Родрігеса Сапатеро отримала перемогу на загальнонаціональних виборах.
У квітні 2004 року Сапатеро сформував кабінет міністрів. Після перемоги соціалістів Іспанія дещо змінила свій зовнішньополітичний курс, відмовившись від колишньої односторонньої орієнтації на США й обравши курс на зближення з Європою.
9 березня 2008 на парламентських виборах Соціалістична партія отримала відносну більшість у парламенті і змогла втримати владу.
11 квітня 2008 року вдруге затверджений на посаді прем'єра, на якій перебував до 21 грудня 2011 року.

## Родина
Одружений із Сонсолес Еспінозі, викладачкою музики, і має двох дочок — Лауру і Альбу.